# Corinne Gobin
Pour les articles homonymes, voir Gobin.
 (septembre 2018).
Corinne Gobin, née le 26 avril 1959 à Seraing (Belgique), est une politologue belge, maîtresse de recherche au Fonds de la recherche scientifique (FNRS) et professeure à l'Université libre de Bruxelles (ULB).

## Biographie
Corinne Gobin a été assistante de 1987 à 1997 à l'Institut d'Études européennes de l'Université libre de Bruxelles, dans la section de science politique, après avoir achevé en 1983 un parcours d'études en sciences politiques et relations internationales dans la même Université.
Elle obtient son doctorat en sciences politiques en 1996 avec une thèse intitulée : Consultation et concertation sociales à l'échelle de la Communauté économique européenne. Étude des positions et stratégies de la Confédération européenne des syndicats (1958-1991).
Elle est nommée chercheuse qualifiée du FNRS en 1997 et est promue maîtresse de recherche du FNRS en 2007, effectuant ses travaux de recherches à l'ULB.
Elle y crée en 2000 un groupe de recherche spécialisé dans l'étude du discours politique, le GRAID (Groupe de recherche Acteurs internationaux et Discours), un des centres de recherche de l'Institut de Sociologie de l'ULB.
Elle enseigne un cours de méthode de statistique textuelle à appliquer sur des corpus de textes politiques et médiatiques pour la Faculté des Lettres, Traduction et Communication et la Faculté de Philosophie et Sciences sociales de l'ULB.

## Travaux
Ses travaux portent sur la manière dont se construit et se transforme un « imaginaire dominant » de gouvernement politique dans les sociétés humaines, dans la continuation de la pensée de Cornelius Castoriadis.
Pour ce faire, elle pratique l'analyse de discours, entre autres à travers l'analyse statistique de grands corpus de textes institutionnels chronologiques (lexicométrie, statistique textuelle).
Elle s'efforce de saisir comment, à travers les pratiques discursives, des organisations socio-politiques véhiculent certaines représentations du pouvoir politique, de la vie en société et des rapports entre gouvernants et gouvernés et comment certaines idées de gouvernement deviennent hégémoniques et/ou mythiques.
Elle a travaillé sur deux grands champs d'étude : 
- l'apparition et le développement de l'eurosyndicalisme auprès des Autorités communautaires européennes. Elle a ainsi dépouillé dans le cadre de sa recherche doctorale les archives du Secrétariat syndical européen (1958-1972) et de la Confédération européenne des syndicats (1973-1991) afin d'analyser plus de trente ans de relations politiques entre eurosyndicalisme et pouvoir politique européen. Pierre Bourdieu[6] renvoie à ses travaux pour montrer l'effet de neutralisation qu'a eu l'imaginaire politique de « dialogue » et de « partenariat social » développé par la Commission européenne avec la présidence de Jacques Delors sur toute dynamique de contre-pouvoir syndical;
- la transformation des politiques sociales et des droits sociaux à rémunération (salaire, retraite...) dans le discours de la Commission européenne sous l'effet de la réalisation d'abord du marché intérieur de 1985, ensuite de l'Union économique et monétaire (UEM) de 1985 à 2013, ayant montré comme le rappellent François Denord[7] et Antoine Schwartz[8] que le « social » se transforme alors en « antisocial »[9].

Il ressort de l'ensemble de ces travaux la description et l'analyse des transformations radicales qui s'opèrent sur l'imaginaire démocratique, à travers les luttes sociales et syndicales, d'abord de façon progressiste avec le développement d'un imaginaire de l'État de service public (1945 -1975), ensuite dans une logique fortement régressive avec l'émergence et l'installation comme nouvelle hégémonie de l'imaginaire néo-libéral (1975-…), qui à l'échelon de l'Union européenne, se constitue à travers l'installation du régime politique de la nouvelle gouvernance. Ses travaux actuels portent sur les traits discursifs spécifiques du discours néo-libéral de l'Union européenne.
Guy Hermet met en avant le travail de Corinne Gobin sur le remplacement de réseaux de mots par d'autres afin de montrer le basculement d'un imaginaire démocratique à un imaginaire « techno-libéral » lié au développement de la gouvernance par l'Union européenne,
Maximos Aligisakis, dans Pouvoir et société en Europe : essai critique sur l'intégration européenne, présente à divers endroits du livre l'essentiel de ses thèses et résultats de recherche sur le régime de gouvernance européenne et son imaginaire politique particulier de gouvernance technocratique en tant que contre-projet politique à la démocratie, neutralisant toute possibilité de contre-pouvoir syndical , en renvoyant le lecteur à plusieurs de ses publications.Ses travaux portent sur la manière dont se construit et se transforme un « imaginaire dominant » dans les sociétés humaines. Elle analyse pour cela l'évolution dans le temps des discours des grandes Organisations internationales. Elle s'efforce de saisir comment, à travers leurs discours, ces organisations véhiculent certaines représentations du pouvoir politique, de la vie en société et des rapports entre gouvernants et gouvernés.
Corinne Gobin a beaucoup travaillé sur l'histoire syndicale et sur l'histoire des politiques de l'Union européenne. Elle analyse notamment l'évolution du contenu des droits sociaux collectifs et les transformations radicales de l'imaginaire démocratique qu'opèrent, d'abord en l'approfondissant la création de l'État social de service public (1945 -1975), ensuite dans une logique régressive l'émergence des politiques néolibérales.

## Prises de position
Corinne Gobin se positionne publiquement en faveur de la déprofessionnalisation de la vie politique et l'accès du plus grand nombre à l'exercice de la délibération politique, éventuellement via des formes de tirage au sort.
Elle a pris également à plusieurs reprises position pour le respect du droit de grève.

## Publications

### Ouvrages
- L'État belge et la problématique de l'environnement. Émergence et développement d'un discours, Bruxelles, CRISP (no 1109), 1986, 39 p.
- L'Europe syndicale. Entre désir et réalité, Essai sur le syndicalisme et la construction européenne à l'aube du 21ème siècle, Bruxelles, Éd. Labor, 1997, 186 p.

### Chapitre d'ouvrages collectifs
- La Confédération européenne des syndicats : Engagement syndical et Construction européenne, in P. Delwit et J.-M. De Waele (eds), La Gauche face aux mutations en Europe, pp. 85-99, Éd. de l'ULB, Institut de Sociologie, Bruxelles, 1993.
- Union européenne et dévaluation du contre-pouvoir syndical, in A. Fouquet, U. Refeldt et S. Le Roux (eds), Le syndicalisme dans la mondialisation, pp. 137-147, Éd. de L'Atelier, Paris, 2000.
- L'Union européenne, la recomposition conservatrice in T. Andréani et M. Vakaloulis (eds), Refaire la politique, pp. 103-116, Ed. Syllepse, Paris, 2002.
- Mondialisation et État : de nouvelles formes d'État contre l'État démocratique ?, in M. Van Cromphaut (ed), L'État-nation à l'ère de la mondialisation, pp. 115-123, Ed. L'Harmattan, Paris, 2003.
- The European Union. Reorganising Resources : Employment, Pensions and the Wage avec G. Coron et A. Dufresne, in B. Clasquin et al. (eds), Wage and Welfare, pp. 161-191, Ed. Pie-Peter Lang, Bruxelles, 2004.
- « La démocratie, le syndicalisme et la gouvernance de l'Union européenne : la mémoire du conflit démocratique en péril ? », in M. Aligisakis (dir), L'Europe et la mémoire. Une liaison dangereuse ?, Ed. Institut européen de l'Université de Genève, collection Euryopa, 2005, pp. 41-70.
- « La Confédération européenne des syndicats (CES) et le développement du Marché Intérieur. Vers une reconnaissance de l'euro-syndicalisme en trompe-l'œil et une dévalorisation de la norme sociale ? » in E. Bussière, M. Dumoulin, S. Schirmann (dir), Milieux économiques et intégration européenne au XXe siècle, la relance des années quatre-vingt, Ed. Comité pour l'histoire économique et financière de la France, pp. 257-276, Paris, 2007.
- Entrées de lexicologie politique pour l'ouvrage collectif dirigé par P. Durand, Les nouveaux mots du pouvoir. Abécédaire critique : « Coût salarial et non salarial », 107-110 ; « Dialogue social », 136-142 ; « Formation tout au long de la vie », 229-233 ; « Gouvernance », 262-267 ; « Responsabilité sociale des entreprises », 284-288; « Vieillissement démographique », 439-442, Ed. Aden, Bruxelles, 2007.
- « Dépasser la dichotomie conflit/accord pour penser la démocratie », avec G. Matagne, in R. Cussó, A. Dufresne, C. Gobin, G. Matagne, J.-L. Siroux (ed), Le conflit social éludé, pages 15-38, Ed. Academia Bruylant, coll. Science politique no 8, Bruxelles, 2008.
- « Le droit de grève au 21èmesiècle : d'un droit consacré à un droit décrié ? », avec A. Decoene, A. Dufresne et J. Faniel, in R. Cussó, A. Dufresne, C. Gobin, G. Matagne, J.-L. Siroux (ed.), Le conflit social éludé, pp. 189-222, Ed. Academia Bruylant, coll. Science politique no 8, Bruxelles, 2008.
- « European Pension Reforms : The development of a Reform Rhetoric : 1993-2003 » in B. Clasquin et B. Friot (eds), The Wage Under Attack. Employment Policies in Europe, , pp. 71-92, PIE Peter Lang, Bruxelles, 2013.
- « From « Wage-friendly » to « Employment-friendly » Growth. Looking back on 44 Years of European Union History (1968-2012) » in B. Clasquin et B. Friot (eds), The Wage Under Attack. Employment Policies in Europe, pp. 245-272, PIE Peter Lang, Bruxelles, 2013.
- « Union européenne : droit commercial contre droit social. Une menace forte sur l'exercice légal de la grève » avec A. Dufresne in A. Dufresne et N. Maggi-Germain (éd.), Les relations professionnelles en Europe et en Amérique latine, Ed. PUR, Rennes, 2014, pp. 55-70.
- « De la négociation collective au dialogue social : l'influence de l'Union européenne sur la transformation des relations professionnelles » avec A.Dufresne et N. Maggi-Germain, in A. Dufresne et N. Maggi-Germain (éd.), Les relations professionnelles en Europe et en Amérique latine, Ed. PUR, Rennes, 2014, pp. 71-102.
- « Syndicalisme et discours critique sur l'Europe. La montée de la critique contre l'intégration européenne au sein du syndicat socialiste belge wallon des services publics » avec J.C. Deroubaix, in J. Auboussier et T. Ramoneda, L'Europe en contre-discours, pp. 73-93., Presses universitaires de Franche-Comté, 2015.
- « Vers l'impossibilité de la grève générale faceau droit de l'Union européenne ? », in A. Morelli et D. Zamora (coord.), Grève générale, rêve général ? Espoir de transformation sociale, collection Logiques sociales, Paris, L'Harmattan, 307-320,2016.

### Directions d'ouvrage collectif ou d'un numéro de revue
- M. Telò, C. Gobin (éditeurs), Quelle Union sociale européenne?, Acquis institutionnel, acteurs et défis, 320 pages, Ed. de l'Université de Bruxelles, coll. de l'IEE, 1994.
- P-H. Claeys, C. Gobin, I. Smets, P. Winand (éditeurs), Lobbyisme, Pluralisme et intégration européenne. Lobbying, Pluralism and european integration, 455 pages, Éd. Presses interuniversitaires européennes, Bruxelles, 1998[19].
- C. Gobin, B. Rihoux (eds), La démocratie dans tous ses états. Systèmes politiques entre crise et mutations, 240 pages, Éd. Bruylant, coll. Science politique no 1, Bruxelles, 2000.
- R. Cussó, A. Dufresne, C. Gobin, G. Matagne, J.-L. Siroux (éditeurs), Le conflit social éludé, 233 pages, Ed. Academia Bruylant, coll. Science politique no 8, Louvain-la-neuve, 2008.
- C. Gobin, R. Cussó, Édition du numéro 88 de la Revue Mots. Les langages du Politique, « Du discours politique au discours expert », Ed. ENS, Lyon, 2008.
- C. Gobin, G. Matagne, M. Reuchamp, V. Van Ingelgom (eds), Être gouverné au XXIe siècle, Collection Science Politique 15, Academia-L'Harmattan, Louvain-La-Neuve, 2013.
- C. Gobin, Th. Collombat, dossier no 52 pour la revue Interventions économiques, 2015, L'État social à l'épreuve de la crise financière de 2008 : pourquoi l'austérité ? Perspectives comparées. Revue en ligne
- C. Gobin, A. Dufresne et K. Crochemore, dossier sur Le syndicalisme dans ses dimensions internationales, in Les Mondes du Travail, no 20, octobre 2017.
- C. Gobin, J.-C. Deroubaix, dossier Polémique et construction européenne in Le discours et la langue, Université libre de Bruxelles, no 10.1, 2018, Ed. EME, Louvain-la-Neuve.
- Sophie Béroud, Anne Dufresne, Corinne Gobin et Marc Zune, Sur le terrain avec les gilets jaunes. Approche interdisciplinaire du mouvement en France et en Belgique, Presses universitaires de Lyon, « Actions collectives », 2022[20],[21]